# Dežurni krivci
Dežurni krivci so slovenska rock skupina, ki je nastala leta 1996. Izhajajo iz Sv. Jurija ob Ščavnici. Sestavljajo jo Leon Štrakl - vokal & kitara, Marko Čuš - solo kitara, Tomas Tibaut - bas, in Igor Ketiš - bobni.

## Diskografija
- Nikogaršnje mesto (Daleč od ljubezni) / DK records, 2001
- Izštekani (akustične izvedbe, v živo, v oddaji Izštekani na Valu 202) / DK records, 2002
- Kakor človek / DK records, 2003
- Strup / DK records, 2007
- Fakti / God bless this mess records, 2013
- Narobe svet /God bless this mess records,2019